# Clayton Conrad Anderson

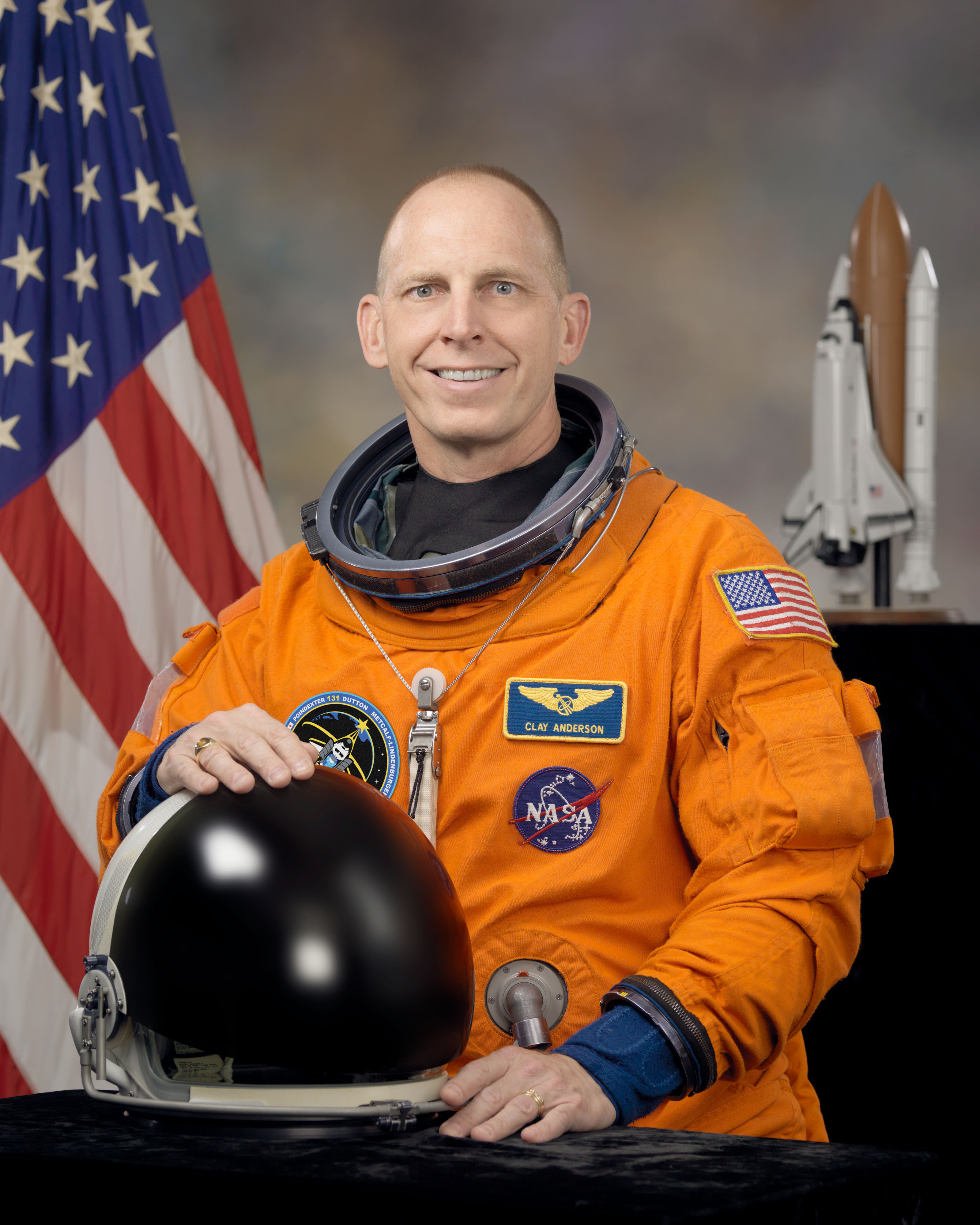
Clayton Conrad Anderson

Clayton Conrad Anderson (Omaha, Nebraska, 1959. február 23. –) amerikai űrhajós.

## Életpálya
1981-ben a Hastings College keretében fizikából vizsgázott.1983-ban az Iowa State University keretében repülőmérnöki diplomát kapott. A NASA (JSC) Emergency Operations Center vezetője.
1998. június 4-től a Lyndon B. Johnson Űrközpontban részesült űrhajóskiképzésben. 2003-ban a NEEMO 5 víz alatti kísérletben 14 napot töltött. 2001-től engedéllyel rendelkező amatőr rádiós. Az Űrhajózási Iroda megbízásából a Space Shuttle Cockpit Avionics Upgrade (CAU) programban dolgozott. Két űrszolgálata alatt összesen 166 napot, 21 órát és 10 percet (4005 óra) töltött a világűrben. Űrhajós pályafutását 2011 júniusában fejezte be.

## Űrrepülések
- STS–117, a Atlantis űrrepülőgép 28. repülésének küldetésfelelőse/fedélzeti mérnök. Az űrhajósok négy űrséta során felszerelték az S3/S4 jelzésű napelemtáblákat az ISS-re. A szolgálati idő alatt folyamatosan küzdöttek a számítógépek egymás után bekövetkező hibáival. Első űrszolgálata alatt összesen 151 napot, 18 órát és 23 percet (3642 óra) töltött a világűrben. Az STS–120 küldetésének végén tért vissza kiinduló bázisára.
- STS–131 a Discovery űrrepülőgép 38., repülésének küldetésfelelőse. Az ISS űrállomás építéséhez, üzemeltetéséhez több technikai eszközt, anyagot szállítottak, mintegy 27 000 font mértékben. Három űrsétán (kutatás, szerelés) összesen 20 órát és 17 percet töltöttek az űreszközökön kívül. Második űrszolgálata alatt összesen 15 napot, 02 órát, 47 percet, és 10 másodpercet töltött a világűrben. 10 029 810 kilométert (6 232 235 mérföldet) repült, 238 alkalommal kerülte meg a Földet.

### Tartalék személyzet
STS–116 a Discovery űrrepülőgép 33., repülésének küldetésfelelőse/ISS fedélzeti mérnök